# Yves Landry
Yves Landry (nascido em 13 de abril de 1947) é um ex-ciclista canadense. Ele representou o Canadá nos Jogos Olímpicos de Verão de 1968, na Cidade do México.